# Spencer Fox
Spencer Fox (sinh ngày 10 tháng 5 năm 1993) là một ca sĩ, nhạc sĩ và cựu diễn viên nhí người Mỹ. Anh nổi danh nhất nhờ lồng tiếng Dash Parr trong phim hoạt hình Gia đình siêu nhân (2004) và sắm vai trò lead guitar cho ban nhạc indie rock Charly Bliss mà anh đồng sáng lập vào năm 2011.

## Thân thế
Fox sinh ra ở thành phố New York, New York vào ngày 10 tháng 5 năm 1993. Anh là con trai của diễn viên Carey Fox.

## Sự nghiệp
Năm 10 tuổi, Fox bắt đầu sự nghiệp làm diễn viên nhí. Anh lồng tiếng Dash Parr trong phim hoạt hình Gia đình siêu nhân và một lần nữa thể hiện nhân vật trong chương trình Disney Presents Pixar's The Incredibles in a Magic Kingdom Adventure của Disney on Ice. Gia đình siêu nhân là dự án điện ảnh đầu tiên mà anh tham gia. Để tạo giọng thở hổn hển chân thực cho Dash trong một số cảnh như cảnh rừng rậm, đạo diễn Brad Bird đã bắt Fox chạy bốn vòng quanh trường quay Pixar cho đến khi thật sự mệt lả. Anh còn lồng tiếng cho Jim và Tim Possible ở mùa bốn của loạt phim Kim Possible và thể hiện giọng của Mudbud in trong phần phim Air Buddies đầu tiên.
Fox đã được ký hợp đồng với "Woozy Tribe" và diễn một vài show cố định ở khu vực New York. Tính đến 2011, Fox là người hát và chơi guitar cho ban nhạc power pop Charly Bliss.

## Đời tư
Fox theo học tại trường Trung học Cơ sở Farragut ở Hastings-on-Hudson, New York và trường Trung học Staples ở Westport, Connecticut. Sau đó, anh theo chuyên ngành văn học tại Đại học bang New York ở Purchase. Trong thời gian rảnh, Fox lấy nghệ danh "Slates" và hoạt động như một nghệ sĩ solo.

## Danh sách đĩa nhạc
- A Lot to Say (2013)[8]
- Soft Serve EP (2014)[9]
- Ruby (2016)
- Turd (2016)
- Glitter (2017)
- Guppy (2017)[10]
- Young Enough (2019)[11]
- Forever (2024)

## Danh sách phim

### Điện ảnh
| Năm  | Tựa phim        | Vai diễn               | Ghi chú      |
| ---- | --------------- | ---------------------- | ------------ |
| 2004 | The Incredibles | Dash Parr (lồng tiếng) | [ 3 ] [ 12 ] |
| 2006 | The Groomsmen   | Jack                   |              |
| 2006 | Air Buddies     | Mudbud (lồng tiếng)    | [ 12 ]       |
| 2007 | Neal Cassady    | Mickey Mature          |              |
| 2011 | Light           | Spencer                |              |
| 2019 | Chatroom        | Hunter                 | Phim ngắn    |

### Truyền hình
| Năm  | Tựa phim                      | Vai diễn                                | Ghi chú                 |
| ---- | ----------------------------- | --------------------------------------- | ----------------------- |
| 2004 | Late Night with Conan O'Brien | Chính anh/khách mời                     |                         |
| 2007 | Kim Possible                  | Tim Possible, Jim Possible (lồng tiếng) | 11 tập                  |
| 2009 | Cupid                         | Music Geek                              | Tập: "Left of the Dial" |
| 2012 | Gentlemen's Auto Club         | Chính anh                               |                         |

### Trò chơi điện tử
| Năm  | Tựa game                           | Vai lồng tiếng | Ghi chú |
| ---- | ---------------------------------- | -------------- | ------- |
| 2004 | The Incredibles                    | Dash Parr      |         |
| 2004 | The Incredibles: When Danger Calls | Dash Parr      |         |

### Video âm nhạc
| Năm  | Tựa video                                      | Vai diễn                                            |
| ---- | ---------------------------------------------- | --------------------------------------------------- |
| 2016 | Charly Bliss: Ruby                             | Rodney 'Thunderdome' Carmichael / Albert Longfellow |
| 2017 | Father John Misty: Total Entertainment Forever | Bilbo Clinton                                       |
| 2019 | Charly Bliss: Capacity                         | Chính anh                                           |
| 2019 | Charly Bliss: Hard to Believe                  | Chính anh                                           |
| 2019 | Charly Bliss: Young Enough                     | Chính anh                                           |